# Указ о ношении школьной формы (1979)
Указ о ношении школьной формы был издан по инициативе императора Центральной Африки Бокассы I в январе 1979 года. Согласно указу, всем школьникам и студентам Центральноафриканской Империи (ЦАИ) предписывалось приобрести специальную форменную одежду, обязательную к ношению.
Указ произвёл большой резонанс и недовольство в стране, поскольку большинство центральноафриканских семей не могли позволить себе покупку формы, и спровоцировал массовые волнения и акции протеста. Это повлекло за собой принятие грубых реакционных мер со стороны властей, в конечном итоге приведших к вмешательству Франции и свержению Бокассы.

## Причины и предпосылки
К 1979 году экономическое положение Центральноафриканской Империи существенно ухудшилось. Государство оказалось в полной зависимости от иностранной (главным образом, французской) помощи: государственный долг страны вырос в десять раз, а доминирующее положение в экономике ЦАИ продолжала занимать Франция. Это заставляло руководство страны прибегать к различным способам облегчения ситуации. Так, в январе 1978 года на заседании политбюро ДСЭЧА была принята резолюция о запрещении национализации частной собственности — это, по замыслу властей, должно было привлечь национальных и иностранных инвесторов в ЦАИ.
Пошив дорогостоящей формы осуществлялся на текстильной фабрике, принадлежавшей лично Бокассе.

## Ход событий
18 января 1979 года вспыхнули первые волнения со стороны школьников и студентов, протестовавших против обязательного ношения формы. Поначалу мирное шествие к центру города постепенно превратилось в бунт, для подавления которого были отправлены воинские подразделения. В результате погибло до 150 человек.
В апреле ситуация повторилась. Из учебных заведений волнения перекинулись на городские кварталы, превратившись в стихийное восстание — с построением баррикад и неоднократными штурмами официальных резиденций. На этот раз власти отреагировали жёстче: солдаты императорской гвардии и других подразделений получили санкцию на арест детей и молодых людей в возрасте от 6 до 25 лет, которые доставлялись в тюрьму и разводились по переполненным камерам. Французские журналисты описывали дальнейшие события следующим образом:
Сотни детей помещены в центральную тюрьму, находящуюся рядом с дипломатическим кварталом, на берегу Убанги, где во дворе солдаты топчут их ногами, а затем запирают в камеры. Вне себя от ярости, Бокасса проводит в тюрьме две ночи, чтобы преподать детям «хороший урок». После этого урока в тюрьме умирают около ста человек. Трупы тайком закапываются в общих могилах или выбрасываются в реку.
Существует также информация о том, что около ста детей были привезены в грузовике во двор дворца Бокассы в Беренго. Согласно свидетельствам, которые собрал журналист Бернар Луба, их заставили лечь на землю, и пьяный император приказал водителю грузовика проехать по ним. После того, как шофёр отказался, Бокасса сам сел за руль и стал ездить на грузовике взад и вперед, пока, на его взгляд, не погиб последний ребёнок. Тех же, кому всё-таки удалось выжить, монарх, по словам журналиста, собственноручно добивал палкой.

## Последствия
Когда о массовых убийствах узнали во французском посольстве в Банги, власти Франции во главе с президентом Валери Жискар д’Эстеном были вынуждены признать что ошиблись, поддерживая режим Бокассы. Через месяц после произошедших событий, когда Бокасса с супругой отправились с официальным визитом в Ливию, силами десантников ВВС Франции в Банги была осуществлена Операция «Барракуда» — бескровный переворот, свергнувший правление Бокассы и восстановивший республиканскую форму правления в государстве. Центральноафриканская Империя прекратила своё существование.